# Bohumil Vančura
Bohumil Vančura (14. ledna 1922 Železný Brod – 27. října 2013) byl český malíř, grafik, typograf a ilustrátor.

## Život
Vystudoval Vysokou školu uměleckoprůmyslovou v Praze, v ateliéru užité malby, absolvoval u profesora Emila Filly.
Byl členem Umělecké besedy a evidován při Českém fondu výtvarných umění.
Zemřel 27. října 2013 a je pohřben v Praze na Olšanských hřbitovech.

## Dílo
Věnoval se realistické malované ilustraci, a proto byl vyhledávaným ilustrátorem vědecké, zvláště přírodovědecké literatury. K jeho dodnes nejvydávanějším knihám ilustrací patří atlasy Houby, Motýli nebo Léčivé rostliny. V letech 1961 a 1981 byl oceněn v soutěži Nejkrásnější knihy roku. Spolupracoval často s nakladatelstvím Artia, takže jeho tituly vycházely v různých jazykových mutacích. Dále se věnoval grafické úpravě knih a typografii, zejména spolupracoval s nakladatelstvími Orbis, Státním nakladatelstvím literatury, hudby a umění, Odeon, Československý spisovatel a Academia.